# Knybawa
Knybawa (też: Knibawa) – kolonia kociewska w Polsce położona w województwie pomorskim, w powiecie tczewskim, w gminie Tczew w pobliżu 22 nad brzegiem Wisły. Wieś wchodzi w skład sołectwa Bałdowo.
W latach 1975–1998 miejscowość administracyjnie należała do województwa gdańskiego.